# Eulinognathus dipodis
Eulinognathus dipodis är en insektsart som beskrevs av Blagoveshtchensky 1965. Eulinognathus dipodis ingår i släktet Eulinognathus och familjen ledlöss. Inga underarter finns listade i Catalogue of Life.